# Guarujá Open 1982
Il Guarujá Open 1982 è stato un torneo di tennis giocato sulla terra rossa. È stata la 1ª edizione del torneo che fa parte del Volvo Grand Prix 1982. Si è giocato a Guarujá in Brasile su campi in terra rossa dal 18 al 24 gennaio 1982.

## Campioni

### Singolare maschile
Van Winitsky ha battuto in finale  Carlos Kirmayr con il punteggio di 6–3, 6–3

### Doppio maschile
Kim Warwick /  Phil Dent hanno battuto in finale  Carlos Kirmayr /  Cássio Motta con il punteggio di 6–7, 6–2, 6–3